# Anna Kikinová
Anna Jurjevna Kikinová (rusky Анна Юрьевна Кикина, * 27. srpna 1984, Novosibirsk, Novosibirská oblast, SSSR, nyní Rusko) je ruská inženýrka a kosmonautka, 592. člověk ve vesmíru. V současnosti je jedinou ženou v ruském oddílu kosmonautů. Ke svému prvnímu letu se vydala v říjnu 2022 v lodi SpaceX Crew-5 a stala se součástí Expedice 68 na Mezinárodní vesmírné stanici.

## Vzdělání a pracovní kariéra
V rodném městě dokončila školu zdravého životního stylu, speciální třídu „Mladý záchranář“. V roce 2005 se při kurzech na Ministerstvu pro mimořádné situace stala instruktorkou výuky základů první pomoci a získala atestaci záchranáře.
V roce 2006 promovala s vyznamenáním a titulem inženýr-hydrotechnik na Novosibirské státní akademii vodní dopravy v oboru "Havarijní ochrana". V roce 2008 pak na stejné škole získala další diplom, tentokrát v oboru „Ekonomika a management v dopravním podniku“.
Pracovala jako instruktorka plavání a průvodkyně na Altaji, učila záchranářské kadety, později jako rozhlasová moderátorka Anna Raduga (Anna Duha) a programová ředitelka v Radio Sibir Altaj v Gorno-Altajsku, Altajská republika. Právě zde se v roce 2012 od kolegů dozvěděla o možnosti přihlásit se jako civilista do výběru kosmonautů.

## Kosmonautka
Přihlásila se do prvního otevřeného výběrového řízení do ruského sboru kosmonautů vyhlášeného 27. ledna 2012. Soutěžní výbor ji připustil k osobnímu výběru, poté hlavní lékařská komise 4. září 2012 rozhodla, že je Kikinová zdravotně způsobilá a 26. října byla jmenována kandidátkou na zkušebního kosmonauta ve oddílu kosmonautů. O čtyři dny později zahájila všeobecný kosmický výcvik. Po výcviku a státní zkoušce jí byla 17. prosince 2014 přiznána kvalifikace zkušebního kosmonauta a o dva dny později se stala členkou oddílu kosmouantů. Od zvolení kosmonautky Jeleny Serovové do Státní dumy v září 2016 je Kikinová jedinou ženou v týmu ruských kosmonautů.
V červnu 2020 oznámil generální ředitel Roskosmosu Dmitrij Rogozin zařazení Kikinové do posádky pro let na ISS v roce 2022. Později bylo zveřejněno, že poletí v lodi Sojuz MS-22 s plánovaným startem  21. září 2022 a trváním 188 dní. V prosinci 2021 však Rogozin prohlásil, že Kikinová bude první z ruských kosmonautů, kteří poletí v americké lodi Crew Dragon v rámci programu výměny míst mezi Roskosmosem a NASA v lodích Sojuz a Crew Dragon. Ačkoli se v dubnu a květnu 2022 dosažení dohody o výměně zkomplikovalo v důsledku ruské invaze na Ukrajinu a navazujících západních sankcí (Rogozin dokonce vyhrožoval, že se Rusko zcela stáhne z ISS), nakonec jednání přinesla pozitivní výsledek. Nejprve 11. června Roskosmos oznámil, že mu ruský premiér Michail Mišustin podpisem příslušného příkazu umožnil státní kosmické korporaci jednat s NASA o uzavření dohody o „křížových letech“, neboli o letech integrovaných posádek ruských a amerických pilotů, která je nezbytná pro sladění mezinárodní posádky ISS při řízení obou pilotovaných kosmických lodí, ruského Sojuzu MS a amerického Crew Dragonu, a také pro vzájemné studium řídicích systémů ruského a amerického segmentu vesmírné stanice. Současně Roskosmos konstatoval, že „po podpisu této dohody mezi Ruskem a USA zajistí společně a NASA vzájemné začlenění svých kosmonautů a astronautů do smíšených posádek“ a potvrdil, že z ruské strany „bude podán návrh na kosmonautku Annu Kikinovou, která již prochází dalším výcvikem v rámci programu NASA“ a že se očekává „návrh americké strany, aby byl do ruské posádky zařazen americký astronaut“. A 25. června 2022 Roskosmos oznámil, že „Anna Kikinová dnes odcestuje do Spojených států na další fázi výcviku na misi Crew Dragon“, při níž „projde výcvikem v lodi Crew Dragon zahrnujícím přizpůsobení kosmické lodi jejím individuálním rozměrům a účast na školení o nejnovějších změnách v provozu některých systémů americké kosmické lodi“. Náčelník Střediska přípravy kosmonautů Maxim Charlamov 30. června prohlásil, že dohoda může být uzavřena během několika dnů. Ale teprve 15. července, necelých sedm týdnů před startem letu SpaceX Crew-5 plánovaným tehdy na 1. září, NASA oznámila, že bylo dosaženo nezbytné dohody a dříve avizovaná výměna se opravdu uskuteční. Do hlavní posádky Sojuzu MS-22 tak byl místo Anny Kikinové zařazen astronaut NASA Francisco Rubio. A konečně 26. září 2022 komise složená ze zástupců kosmických agentur partnerů projektu Mezinárodní vesmírné stanice přezkoumala připravenost a schválila let posádky SpaceX Crew-5 s kosmonautkou Roskosmosu Annou Kikinou na pilotované lodi Crew Dragon. 

### 1. kosmický let
Start lodi Crew Dragon s posádkou Crew-5 na raketě Falcon-9 z Kennedyho vesmírného střediska NASA na Floridě byl naplánován na 3. října 2022, ale kvůli hurikánu Ian byl odložen na 4. října a poté ještě o další den. Po úspěšném startu 5. října v 16:00:57 UTC loď 6. října ve 21:01 UTC zakotvila k modulu Harmony amerického segmentu ISS. Ze stanice ve své lodi odletěla 11. března 2023 a přistál 12. března 2023 po 157 dnech, 10 hodinách a 1 minutě letu.

## Osobní život
Anna Kikinová má dva mladší bratry, Michaila a Konstantina. Je provdána za Alexandra Serďuka, instruktora tělesné přípravy ve Středisku přípravy kosmonautů.
Na jaře 2021 vydal výrobce hraček Mattel panenku Barbie jako kosmonautku s podobou Anny Kikinové. Ve stejném roce se stala tváří kolekce oblečení pro ruské sportovce na olympijských hrách v Tokiu.